# Bible historiale de Jean de Vaudetar
La Bible historiale de Jean de Vaudetar est un manuscrit de la bible enluminé datant de 1372 conservé au Musée Meermanno de La Haye.

## Historique et attribution
Jean de Vaudetar, chambellan du roi Charles V, commande une bible historiale enluminée. Le livre est copié par le copiste Raoulet d'Orléans et enluminé par l'atelier du maître de la Bible de Jean de Sy. Il en fait don à son roi le 23 mars 1372. Celui-ci fait ajouter par son peintre officiel Jean Bondol, appelé aussi Hennequin de Bruges, en frontispice, une miniature pleine page représentant son peintre faisant cadeau de la bible au roi.
Après Charles V, le manuscrit passe aux mains du duc Louis Ier d'Anjou puis dans celles de Jean Ier de Berry. Le manuscrit revient à nouveau dans la bibliothèque royale du Louvre à la mort du duc en 1416. Il disparaît en 1424. On pense qu'il entre en possession de Jean de Lancastre, duc de Bedford. La trace du manuscrit n'est retrouvée ensuite qu'au XVIIIe siècle : il est signalé dans la collection de l'avocat Bluet, puis à la bibliothèque du collège des Jésuites de la Flèche. Ceux-ci l'offrent à l'intendant Nicolas-Joseph Foucault. Le manuscrit apparaît au cours de la vente de la collection Louis-Jean Gaignat en 1764. Il est acheté par le collectionneur néerlandais Gerard Meerman. Son fils, Johan Meerman en fait don au baron baron WHJvan Westreenen de Tiellandt (1783-1848). Celui-ci fait don de sa maison et de ses collections à l'état. Le manuscrit est toujours conservé dans cette maison devenue musée en 1852,.

## Description
Le manuscrit contient 269 miniatures. Outre la miniature de frontispice, onze grandes miniatures ponctuent l'ouvrage, parmi lesquelles : la première, en début d'ouvrage, représente le Christ entouré des évangélistes (f.3r), au milieu, quatre scènes de la vie du roi Salomon (f.317r). Enfin, au folio 467r, quatre médaillons représentent la Nativité, l'Adoration des Rois mages, le Massacre des Innocents et enfin la Fuite en Égypte.